# Sven Wollter
Sven Justus Fredrik Wollter (født 11. januar 1934, død 10. november 2020) var en svensk skuespiller.
Wollter spillede med i mange film, herunder i Offeret, Manden på taget, Manden fra Mallorca, Englegård og Jerusalem, sidstnævnte baseret på romanen af Selma Lagerlöf. For sine roller i Manden fra Mallorca og Sista leken vandt han prisen som bedste skuespiller ved tyvende Guldbaggepris.
Han medvirkede i tv-serier som Hemsöborna baseret på romanen af August Strindberg og Familien Rask fra 1976, baseret på romanen af Vilhelm Moberg, hvilken medvirken var et gennembrud for Wollters karriere. I sine senere år spillede han Van Veeteren i Håkan Nessers thriller-serie. Ud over optræden i film og tv spillede han roller i mange teaterstykker.
Wollter medvirkede tillige i Hollywood-produktioner som John McTiernans Den 13. kriger, hvor han spillede Kong Hrothgar.
Wollter var aktiv som kunstner i den svenske kommunistiske bevægelse siden sin ungdom og var medlem af Kommunistiska Partiet (tidligere KPML (r)). Hans aktiviteter omfattede Fria Proteatern og det succesfulde Tältprojektet, en musikalsk teaterforestilling om den svenske arbejderklasses historie, der turnerede Sverige og Danmark i sommeren 1977.
I 2018 modtog han den tidligere Jan Myrdalpris "Leninpriset" på ca. 100 000 SEK, opkaldt efter Vladimir Lenin.

## Personligt liv
Wollter fik fem børn; Ylva (1962-92) og Stina Wollter (født 1964) sammen med Annie Jenhoff, Lina Wollter sammen med Evabritt Strandberg, Karl Seldahl (født 1975) sammen med Viveka Seldahl og det yngste barn Magnus. Siden 2003 var han gift med Lisa Wede.

## Udvalgt filmografi
- Jeg er nysgerrig (1967, ukrediteret)
- Jeg elsker - du elsker (1968)
- Den hvide væg (1975)
- Raskens (tv-serie, 1976)
- Manden på taget (1976)
- Strandvaskeren (tv-serie, 1978)
- Charlotte Löwensköld (1979)
- Manden fra Mallorca (1984)
- Havlandet (1985)
- Offeret (1986)
- I lovens navn (1986)
- Friends (1988)
- Sweetwater (1988)
- Tre kärlekar (tv-serie, 1989-1991)
- Smykketyven (1990)
- Englegård (1992)
- Englegård - næste sommer (1994)
- Alfred (1995)
- Jerusalem (1996)
- Den 13. kriger (1999)
- Sally (tv-serie, 1999)
- En sang for Martin (2001)
- En kærlighedshistorie (2001)
- Kaspar i Nudådalen (julekalender, 2001)
- Suxxess (2002)
- Svensson, Svensson (tv-serie, 2008)
- Gnomes and Trolls: The Secret Chamber (animationsfilm, 2008)
- Englegård - alle gode gange 3 (2010)
- Flimmer (2012)
- Nøgle hus spejl (2015)
- Quicksand - størst af alt (tv-serie, 2019)
- Dag for dag (2022)